# Kallaste
Kallaste este un oraș în Regiunea Tartu, Estonia. Este localizat pe malul vestic al Lacului Peipus.
Majoritatea populației sunt ruși, 15% fiind estoni.

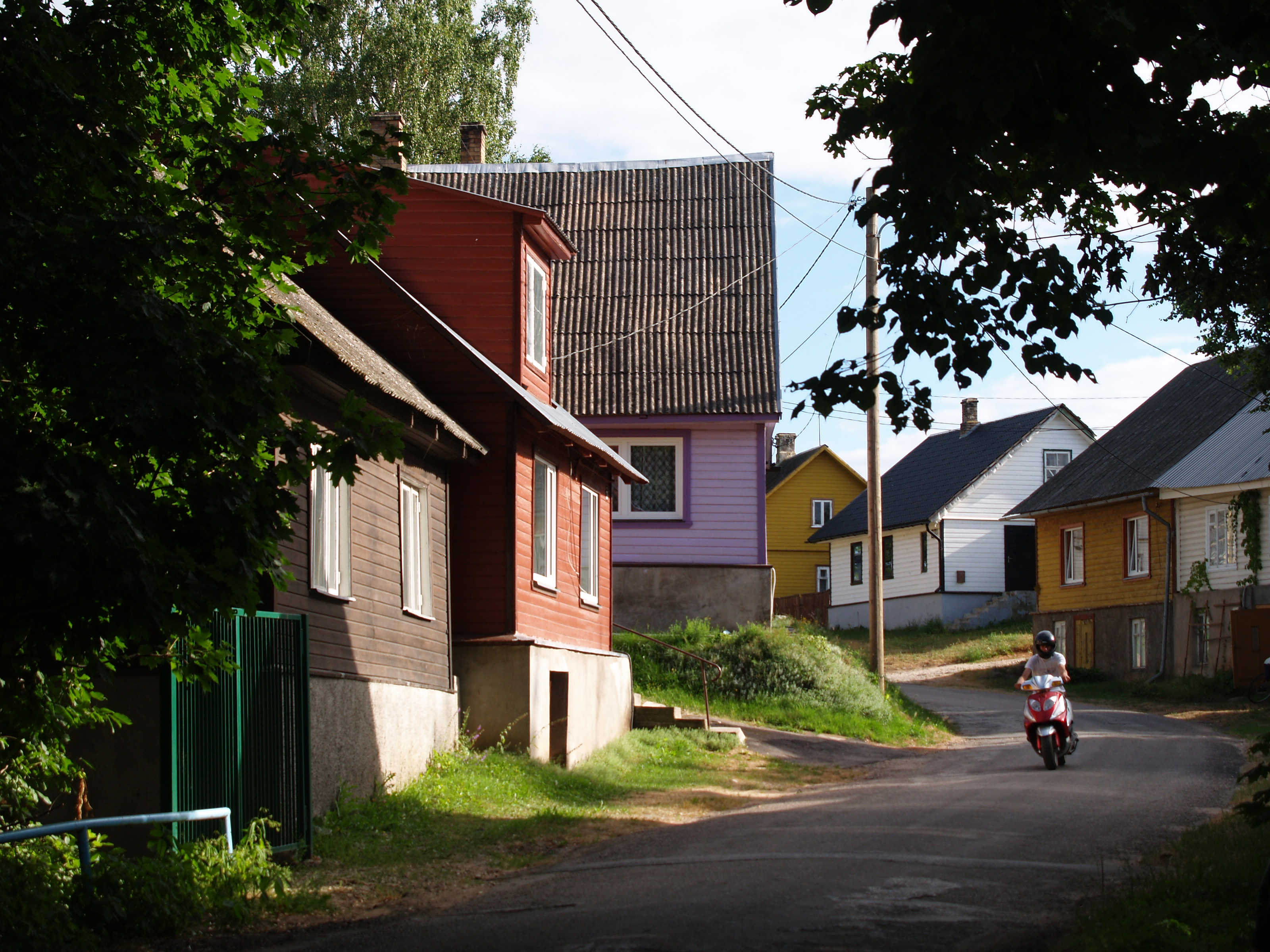
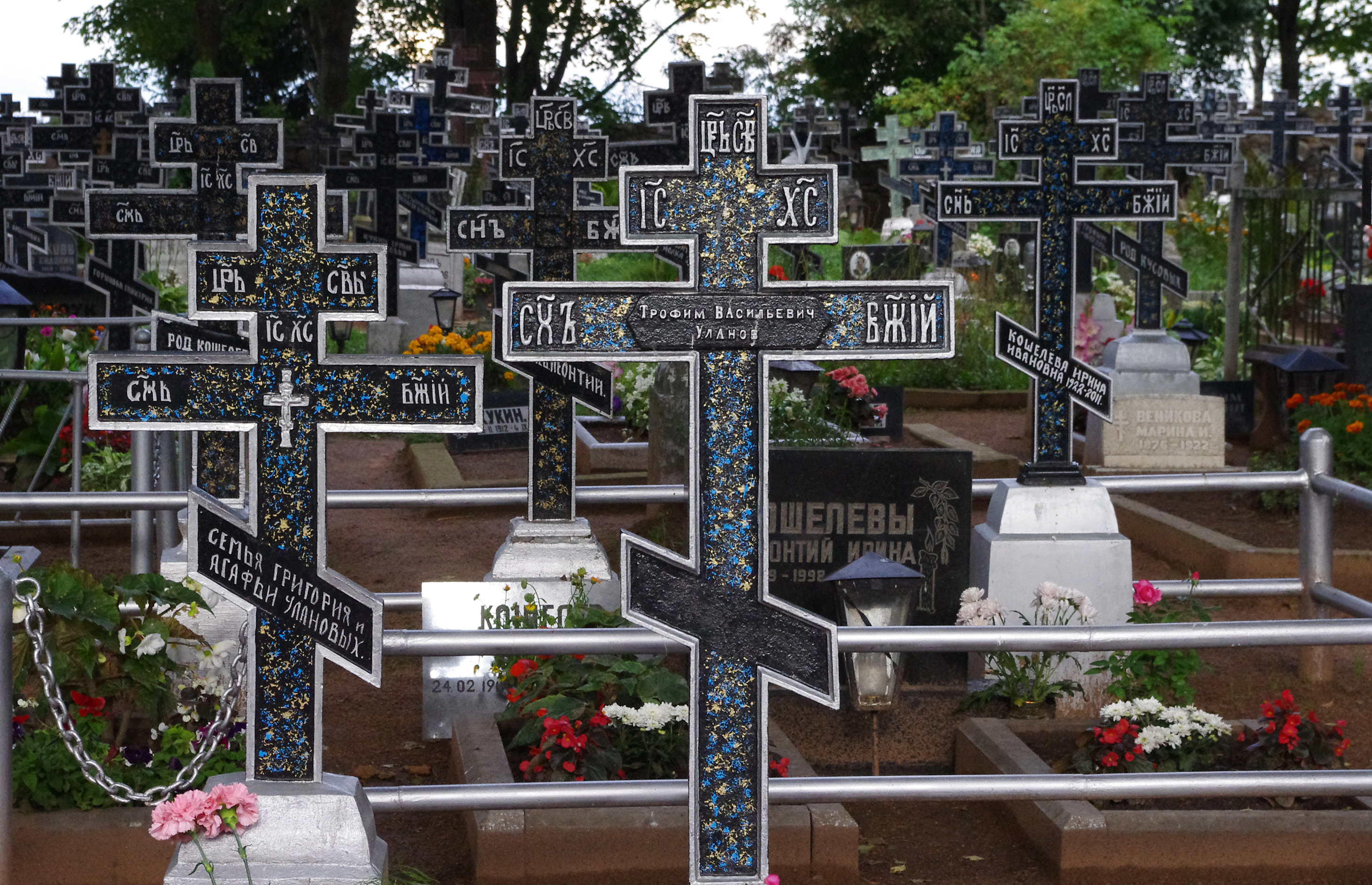
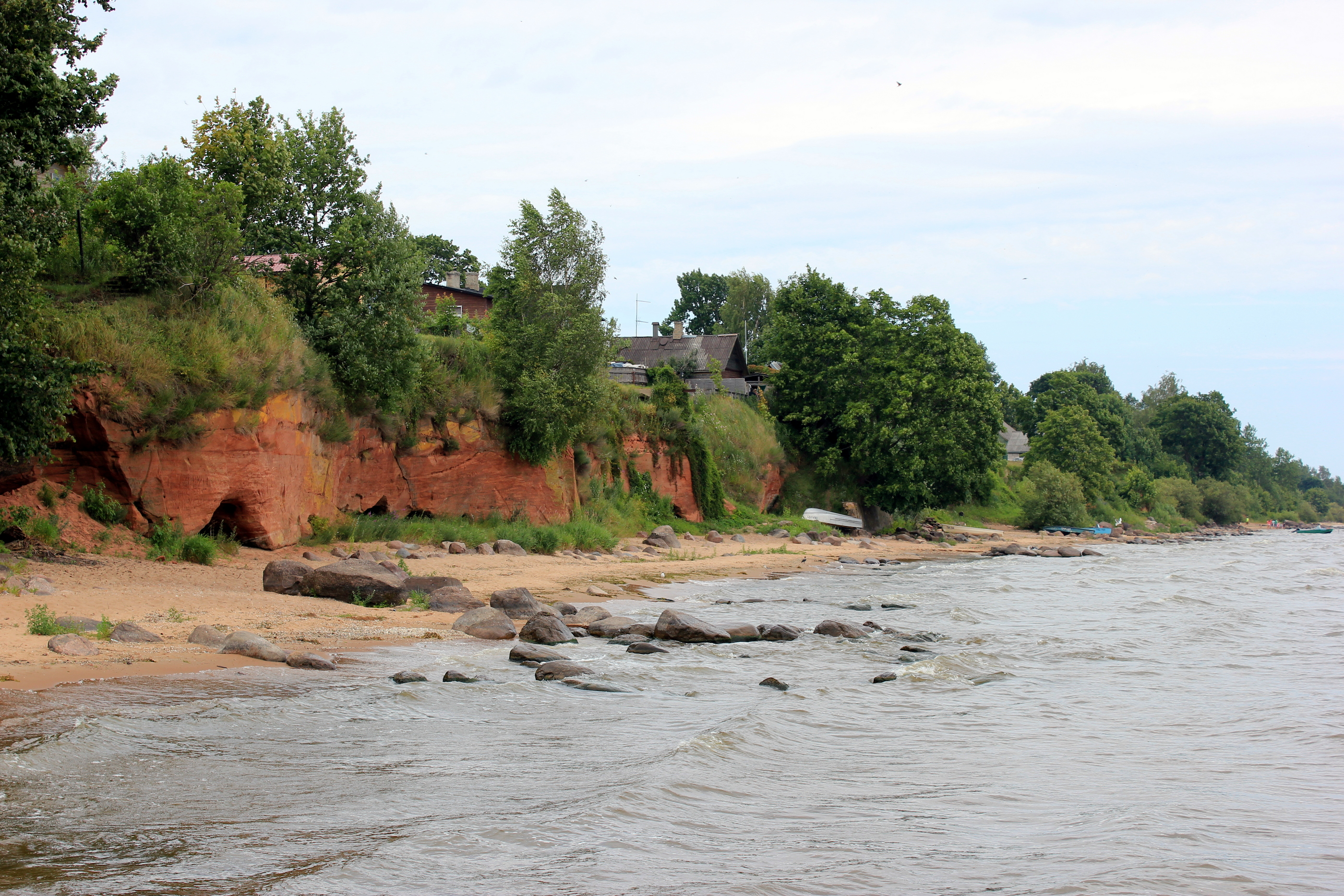
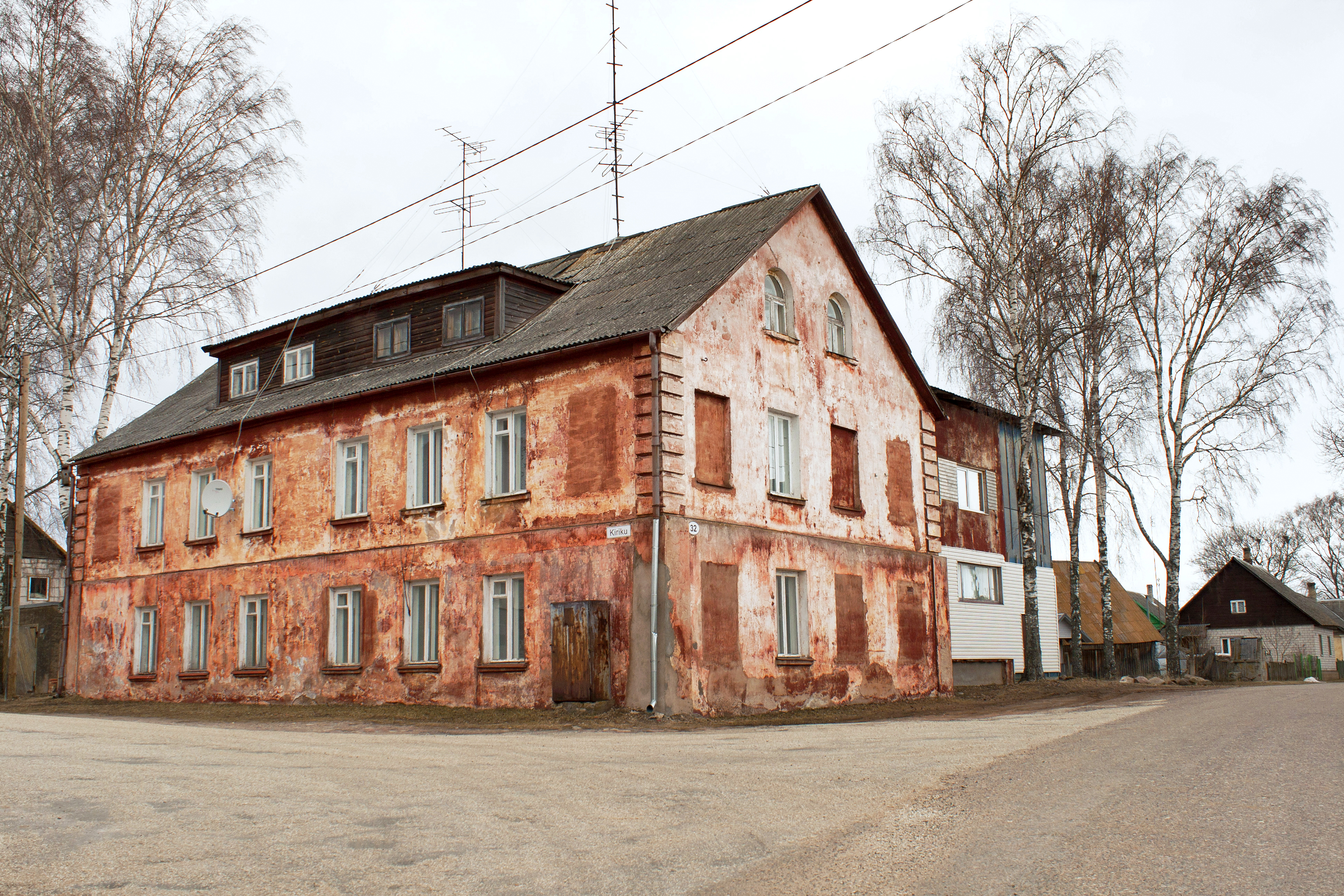